# أذن الفأر الرئدي
أذن الفأر الرئدي (الاسم العلمي: Myosotis stolonifera) هو نوع من النباتات يتبع جنس أذن الفأر من الفصيلة الحمحمية.